# 毗濕奴斯普林斯 (伊利諾伊州)
毗濕奴斯普林斯（英語：Vishnu Springs）是位於美國伊利諾伊州麥克多諾縣的一個非建制地區。該地的面積和人口皆未知。

## 地理
毗濕奴斯普林斯的座標為40°25′55″N 90°53′37″W / 40.43194°N 90.89361°W，而該地的平均海拔高度為182米（即597英尺）。